# DNA-supercoiling
En DNA supercoil er en slags tredimensionel struktur som dannes automatisk når en DNA-streng bliver snoet. Det kan sammenlignes med at sno en telefonledning, hvis den efter snoningen hænger frit i luften vil den spontant begynde at sno sig endnu mere sammen.
I en "afslappet" DNA-dobbeltspiral snor strengene sig en gang omkring spiralaksen i en sekvens på 10.4 basepar. Forstørring eller formindskning af antallet af snoninger fremtvinges ved forstrækning (som nogle enzymer er i stand til). Hvis et stykke sammenpresset DNA blev lukket til en cirkel ved at samle dets to ender, og herefter får lov til at bevæge sig frit, ville denne omformes til en ny facon, som f.eks. en ottetalslignende figur. En sådan omformning er en supercoil.
Ordet supercoil bliver sjældent brugt i matematiske DNA-sammenhænge. I stedet bruges termet "writhe". Billederne illustruerer at "twist" (vrid) og "writhe" (snoning) er proportionale. "Supercoiling" er et abstrakt matematisk begreb og repræsenterer summen af vrid og snoninger. Relationen mellem "supercoil", "twist" og "writhe" er udtryk vha. ligningen:
S = T + W
Der findes både positiv og negativ supercoiling. Mange enzymer, særligt topoisomeraser, regulerer supercoiling, og enten gendanner eller spreder dem. DNA er i de fleste organismer negativt supercoiled.
Idet kromosomer kan være meget store, og ophængt på histoner og andre strukturelle proteiner, kan disses DNA-midterstykker opføre sig som om deres ender er forankret. Resultatet heraf kan være at de ikke er i stand til at tilføje vrid til resten af kromosomet eller absorbere vrid for at neutralisere undervridning. Dette medfører at midterstykkerne kan være supercoiled, de får en snoning, som var deres ender sammenkoblet. (se figur 2)
Supercoiled DNA danner tre strukturer; en plectoneme, en toroid eller en blanding af disse. Plectonemer er de typisk forekomne i naturen, og er faconen på de fleste bakterielle plasmider. Ved større molekyler er dannelse af hybridstrukturer almindeligt.